# Piper infossum
Piper infossum är en pepparväxtart som beskrevs av Y.C. Tseng. Piper infossum ingår i släktet Piper och familjen pepparväxter. Utöver nominatformen finns också underarten P. i. nudum.